# Cisti branchiale

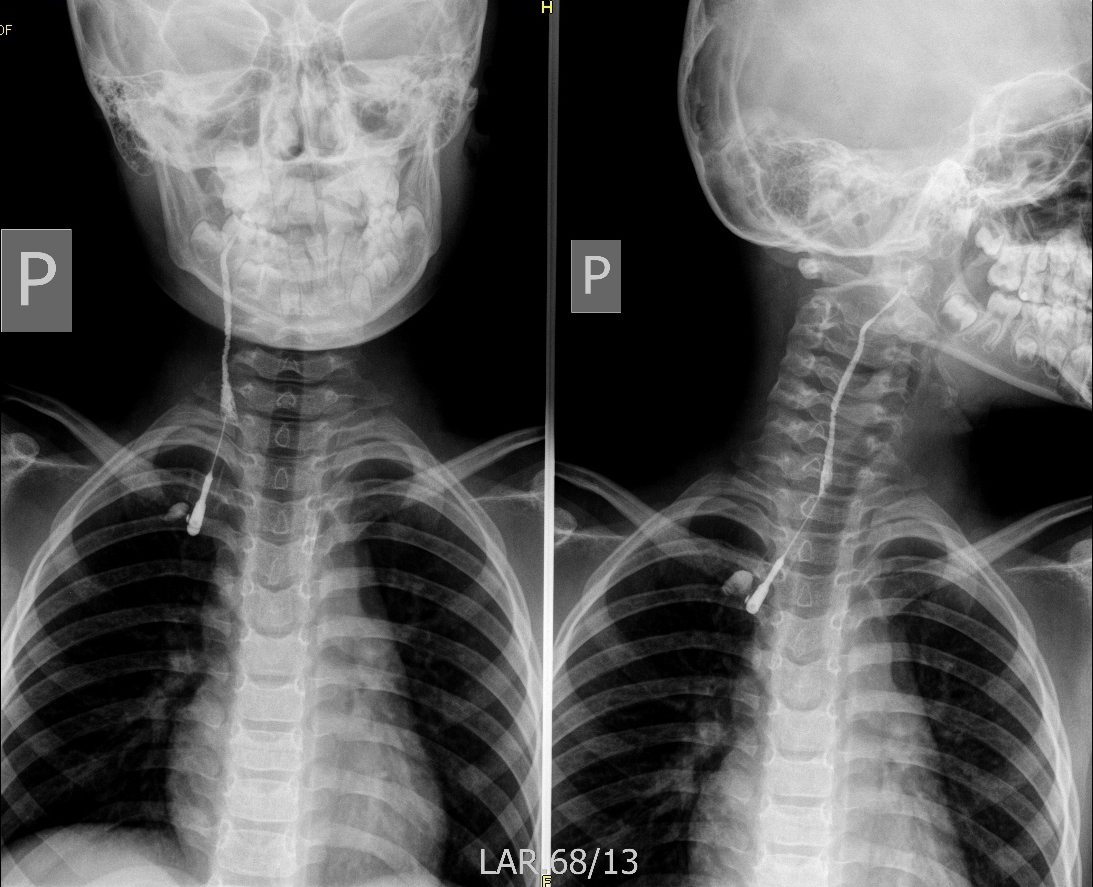
Fistolografia mostra il decorso della fistola

La cisti branchiale è una malformazione congenita che interessa diversi mammiferi, uomo incluso. Si tratta di cisti e fistole del collo, laterali o mediane (branchiogene).
Queste anomalie possono derivare dal primo o dal secondo solco branchiale (più frequenti). 
Una volta fatta la diagnosi può essere indicata l'exeresi chirurgica.